# Invasie van Banu Qaynuqa
De Invasie van Banu Qaynuqa vond plaats in april 624 (shawwal 2 AH). De Banu Qaynuqa was een joodse stam in Medina die door Mohammed werd weggestuurd. Ze werden ervan beschuldigd het Verdrag van Medina te hebben verbroken nadat er een ruzie ontstond omdat een moslima was lastiggevallen op een marktplaats. De stam gaf zich over na een belegering van vijftien dagen. Mohammed, die op het punt stond een oordeel te vellen, besloot op aandringen van Abd Allah ibn Ubayy de stam weg te sturen.

## Verloop
Volgens Ibn Hisham vond er een incident plaats in een juwelierszaak waarbij een joodse smid een moslima ontblootte. Een moslim kwam op de commotie af en doodde de smid. Hierop doodden de joden deze moslim. Een opeenstapeling van wraakmoorden volgde wat de vijandschap tussen de moslims en de Banu Qaynuqa vergrootte.
In maart 624 versloegen de moslims de Qoeraisj bij de Slag bij Badr. De joodse stammen als de Banu Qaynuqa betreurden deze overwinning. De Banu Qaynuqa begon een campagne waarbij ze moslims bespotten en moslimvrouwen intimideerden. Hierop werden de forten van de stam vijftien dagen belegerd waarna ze zich overgaven. Mohammed wilde de 700 mannelijke leden tot de dood veroordelen, maar Abd Allah ibn Ubayy haalde hem over om ze weg te sturen. Al hun rijkdom, wapenrusting en wapens werden afgestaan aan de moslims. Zoals gebruikelijk bij een veldslag kreeg Mohammed een vijfde deel.